# Modem Bell 202
 (août 2024).
Si vous disposez d'ouvrages ou d'articles de référence ou si vous connaissez des sites web de qualité traitant du thème abordé ici, merci de compléter l'article en donnant les références utiles à sa vérifiabilité et en les liant à la section « Notes et références ».
Le modem Bell 202 est l'un des premiers modèles de modems, développé par AT&T. Il utilise une modulation de type audio FSK (AFSK) pour transmettre ses données à 1200 bits par seconde en half-duplex. D'autres modems utilisent le même type de modulation (appelée généralement modulation Bell 202) : on parle de modems compatibles Bell 202, ou plus simplement de modems Bell 202.
La tonalité mark est à 2 200 Hz, et la tonalité space à 1 200 Hz.
En Amérique du Nord, la modulation Bell 202 est utilisée pour transmettre les informations du service de présentation du numéro (Caller ID) sur le réseau téléphonique commuté. Elle est également employée par des services commerciaux[réf. nécessaire].
Des modems Bell 202 réformés ont été utilisés par des radioamateurs pour construire les premiers équipements de packet radio. En dépit de son faible débit de transmission, la modulation Bell 202 reste le standard pour les transmissions de données entre radioamateurs en VHF dans la plupart des régions. Notamment, les transmissions APRS utilisent cette technique.

## Technologie liée
Le standard de communication ITU-T V.23 définit un type de modulation similaire.